# 虹色センチメンタル
『虹色センチメンタル』（にじいろセンチメンタル）は、橋本みゆきの8枚目のシングルである。2006年10月25日にLantisから発売された。

## 解説
前作「Cosmic Rhapsody」から4ヶ月弱ぶりのリリースとなる2006年3作目のシングル。「Faze to love」以来3作ぶりにメインレーベルでの発売となる。表題曲「虹色センチメンタル」は、テレビアニメ『Gift 〜eternal rainbow〜』のオープニングテーマとして使用された。
CDジャケットには、メインヒロインである深峰莉子が描かれている。

## 収録曲
1. 虹色センチメンタル[4:02]
作詞：畑亜貴、作曲：中野慎也、編曲：宅見将典
2. 甘やかなあした[4:52]
作詞：こだまさおり、作曲・編曲：黒須克彦
3. 虹色センチメンタル(off vocal)
4. 甘やかなあした(off vocal)

## タイアップ
| 曲名               | タイアップ                                                 |
| ------------------ | ---------------------------------------------------------- |
| 虹色センチメンタル | テレビアニメ『Gift 〜eternal rainbow〜』オープニングテーマ |

## 収録作品
| 曲名                                        | 収録アルバム                                               |
| ------------------------------------------- | ---------------------------------------------------------- |
| 虹色センチメンタル （TV size）              | Gift 〜ギフト〜 eternal rainbow オリジナルサウンドトラック |
| 虹色センチメンタル                          | Prismatic colors                                           |
| 虹色センチメンタル （ボサノバヴァージョン） | Secret masterpieces                                        |